# Livre des deux chemins
Le Livre des deux chemins, écrit vers -2050, est un des Textes des sarcophages caractéristique des sarcophages de la nécropole de Deir el-Bersha, en Moyenne-Égypte.
Il est toujours inscrit sur le fond de la cuve, illustré par une carte figurant des chemins et des canaux.
Ce texte présente le trajet —par voie fluviale et par voie terrestre— que le défunt doit parcourir pour arriver au lieu de sa renaissance.
Une enceinte de feu entoure l'ensemble. Seul celui qui est pur peut la franchir et ainsi parvenir aux pieds d'Horus l'Ancien qui est la Lumière divine.
Les deux chemins conduisent à « la nécropole de l'Occident qui renferme le vase sacré contenant les lymphes divines ».
La demeure de la déesse Maât, qui est également figurée, garantit l'ordre cosmique.

### Traductions
- trad. Paul Barguet : Textes des sarcophages égyptiens du Moyen Empire, chap. 1029-1185, Cerf, 1986, 725 p.
- trad. Claude Carrier : Grands livres funéraires de l'Égypte pharaonique, Cybèle, 2009, 550 p.
- trad. André Fermat, Le livre des deux chemins. Un texte fondamental de la spiritualité égyptienne, Maison de vie éditeur, 2011, 320 p. Texte hiéroglyphique, transcription, traduction.

### Études
- J. Goyon, Rituels funéraires de l'ancienne Égypte, Cerf, 1997.
- (en) M. Lichtheim, Ancient Egyptian Literature: A Book of Readings, Berkeley / Los Angeles / Londres, 3 volumes, 1975-1980.